# ماركيز دي ساد
دوناتا ألفونس فرانسوا دى ساد. معروف بـماركيز دى ساد (بالفرنسية: Donatien Alphonse François, marquis de Sade)؛ (2 يونيو 1740 - 2 ديسمبر 1814). كان أرستقراطيا ثوريا فرنسيا وروائي. كانت رواياته فلسفية وسادية متحررة من كافة قوانين النحو الأخلاقي، تستكشف مواضيع وتخيلات بشرية دفينة مثيرة للجدل وأحيانا للاستهجان في أعماق النفس البشرية من قبيل البهيمية، الاغتصاب...الخ
كان من دعاة أن يكون المبدأ الأساسي هو السعي للمتعة الشخصية المطلقة من دون أي قيود تذكر سواء أخلاقية أو دينية أو قانونية.
احتجز ساد في عدة سجون في فترات متقطعة لنحو 32 عاما من حياته (بينها 10 سنوات في الباستيل)، كما تم احتجازه في مصح للأمراض العقلية. معظم كتاباته تمت في أثناء سجنه. مصطلح السادية تم اشتقاقه من اسمه ليصبح مرادفا في اللغة للعنف والألم والدموية.
رغم كتابات دى ساد التي غاصت في أقاصي ما يمكن تخيله من أفكار للنفس البشرية إلا أنه وكما تقول الكاتبة كلويه ديليس في كتابها «دي ساد معاد النظر ومُـلطّفـًا لبنات اليوم»، «...كفرد لم ينكح طفلا ولم يدعُ إلى نكاح الأطفال ولم يشجع هذا أبدا.. فهو مثل لويس كارول لم يدع الفتيات للركض وراء أرانب الجانب الآخر من المرآة..». في إحدى رسائله ذكر دى ساد «...نعم، أنا ركبت المعاصي»libertine«، وقد تخّيلت بكتابات كل ما يمكن تخيّله في هذا المجال، لكنني بالتأكيد لم أفعل كل ما تخيّلته ولن أفعل أبدا. أنا فاجر، لكنني لست مجرما أو قاتلا..»
رغم هذا فقد اشتهر ساد بفضائحه وبأفعاله الماجنة كما عرف باستئجاره لخدمات العاهرات. كما تم اتهامه بالكفر والتي كانت تهمة خطيرة آنذاك، كما تضمن سلوكه إقامة علاقة مع شقيقة زوجته والتي أتت لتعيش معه في قلعته في لاكوست بالجنوب الفرنسي. كما أن فضيحة شهيرة سجلت في تاريخه ألا وهي جلد فتاة شابة وهي روس كيلر مع الإساءة إليها جنسيا وبدنيا وذلك في أحد الفصح في 1768  ورغم أن كيلر أقامت عليه دعوى قضائية إلا أنها سحبت بعد ضغوط عائلية بينها «رسالة عفو» موقعة ملكيا.
في بدايات عام 1763 كان ساد يعيش في أو قرب باريس، وتذمرت وقتها العديد من العاهرات حول سوء المعاملة من قبله، ما أدى أن يوضع تحت مراقبة الشرطة التي أعدت تقارير حول تصرفاته. وبعد فترات سجن قصيرة تم نقله إلى قلعته في لاكوست للإقامة بها جبريا في 1768.
تتم الفضيحة الثانية في مرسيليا حيث اتهم وخادمه بالتسبب في تسميم 4 عاهرات بمثير للشهوة الجنسية محضر من مادة الكانثاريدين (الذبابة الإسبانية) وممارسة الجنس الجماعي بصور مختلفة تضمنت اللواط مع خادمه. في تلك السنة صدر حكم غيابي علي الرجلين بالموت بتهمة اللواط والتسميم، ليفر ساد وبرفقته شقيقة زوجته إلى إيطاليا إضافة إلى خادمه لاتور. يتم اعتقاله وخادمه ويتم ايداعهم في حصن ميولا في إقليم سافوي في عام 1772 لكنهما يفران بعد أشهر ليعود مجددا إلى قلعته حيث يغادره الخدم والخادمات بسبب سوء المعاملة والإساءة الجنسية لهم، ليجبر على الفرار إلى إيطاليا مجددا حيث يقوم بكتابة "Voyage d'Italie" رحلة إيطاليا.
يعود في عام 1776 إلى لاكوست حيث تم خداعه ليتمكن من رؤية أمه التي كانت تحتضر والتي كانت في الواقع قد توفيت حديثا، ويتم اعتقاله ليودع في قلعة فنسان شرق باريس لينجح في استئناف حكم الإعدام الصادر بحقه لكنه ظل مسجونا، واستمر في تلك الفترة في الكتابة.
في 1784 تم تحويله إلى سجن الباستيل الشهير وفي 2 يوليو 1789 سجل له صياحه من نافذة زنزانته قائلا «إنهم يقتلون السجناء هنا!» محرضا المارة على التمرد متسببا في بعض الشغب. وبعد يومين يتم نقله إلى سجن مصحة شارنتون العقلية قرب باريس (اقتحام الباستيل تم في 14 يوليو 1789 والذي سجل بداية الثورة الفرنسية).

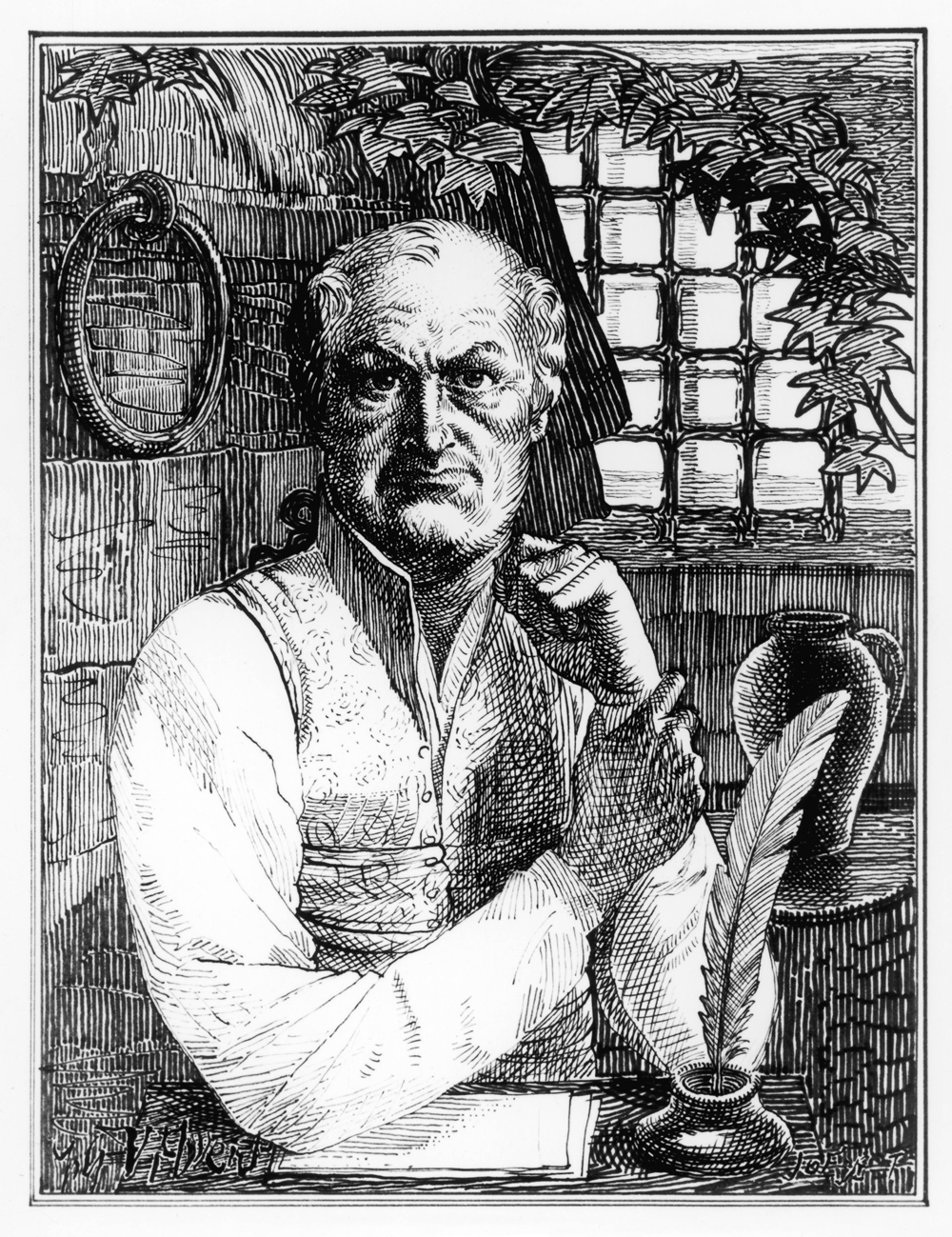
بورتريه لماركيز دي ساد متقدما في العمر.

تم إطلاق سراحه من شارنتون في 1790 بعد إلغاء الجمعية الوطنية المؤسسة حديثا قرارات وأحكام ملكية سابقة. حصلت زوجته على الطلاق بعد وقت قصير. بعد الاستيلاء على قلعته في لاكوست ومن ثم بيعها لاحقا قام ساد بكتابة عدد من الروايات وسجن مرارا بينها عام 1794 حيث حكم عليه بالإعدام بتهمة «الانتماء إلى المعتدلين»، إلا أنه ينجو من الحكم بسبب سقوط الحكومة وقتها. إلا أنه دخل السجن مرارا وآخره كان في سجن مصح شارنتون وهنا وضعه وزير الداخلية بعد فترة في غرفة منعزلة ومنع تزويده بالحبر أو الورق ومنع إقامة أي مسرحية له في المصح، لتتدهور صحته في الوقت الذي عانى فيه من تحقيقات من قبل مسؤولين حكوميين لدرجة أن نابليون رأى وجوب بقائه في المصح، لتنتهي حياته في 2 ديسمبر 1814.

## حياته

### بداية حياته وتعليمه وزواجه (1740-1763)
وُلد ساد في 2 يونيو 1740، في فندق الكوندي بمدينة باريس، وكان الابن الوحيد الباقي على قيد الحياة لـ جان-بابتيست فرانسوا جوزيف، كونت دو ساد، وماري-إليونور دو ماييه دي كارمان. تنحدر عائلة ساد من نبلاء المقاطعات وتعود أصولها إلى القرن الثالث عشر. أما والدته، فكانت من فرع ثانوي من أسرة بوربون-كوندي، ولهذا كان دو ساد على صلة قرابة بالدم مع ملك فرنسا.
كان والده قائدًا لسلاح الفرسان المدرع، وقد أُوكلت إليه مهام دبلوماسية لدى الإمبراطورية الروسية، وبريطانيا، ودائرة كولونيا. أما والدته فكانت وصيفة أميرة كوندي، وخلال أول أربع سنوات من حياته، عاش دو ساد في فندق الكوندي. كان الطفل دو ساد مدللًا، متكبرًا، وميالًا إلى نوبات الغضب العنيفة. وفي عام 1744، تم إرساله للعيش مع جدته في مدينة أفينيون، ويُرجح أن السبب هو شجاره مع رفيق في اللعب، لويس جوزيف، أمير كوندي، الذي كان يكبره بأربع سنوات.
في العام التالي، تم وضعه تحت رعاية عمه من جهة الأب، الأب دو ساد، وهو قسٌ منحرف فكريًا كان يعيش في قصر ساومان في منطقة فوكلوز. وقد تم تعيين الأب دامبليه معلمًا خاصًا له، ونشأ ماركيز الصغير على احترامه بشدة مع مرور الوقت. في تلك الأثناء، فقد الكونت دو ساد (والده) امتيازه لدى الملك، وتم استدعاؤه من منصبه في ألمانيا. وأصبحت مسيرته المهنية في حالة انهيار، حتى أن زوجته تركته في نهاية المطاف وذهبت للعيش في دير للراهبات الكرمليات في باريس.
في خريف عام 1750، أُرسل ساد، وكان يبلغ من العمر عشر سنوات، إلى كلية لويس لو غراند اليسوعية في باريس، حيث تعلّم اللاتينية واليونانية والبلاغة، كما شارك في العروض المسرحية التي تُقام في المدرسة. كان والد ساد حينها مثقلًا بالديون ولم يتمكن من تسجيل ابنه كطالب داخلي، لذا من المرجح أن ساد عاش في سكن خاص مع أمبليه. لم يتم تشجيع الطلاب الداخليين على الاختلاط بالطلاب الخارجيين، مما ربما عزل ساد عن أقرانه من النبلاء. ينقسم كُتّاب السيرة والمؤرخون حول ما إذا كان ساد قد تعرّض للضرب (أو أشكال أخرى من العقاب الجسدي)، أو الاعتداء الجنسي أو اللواط أثناء دراسته، وما إذا كان ذلك قد أثّر في تطوّره الجنسي لاحقًا.
أمضى ساد عطل الصيف مع مدام دو ريموند، إحدى العشيقات السابقات لوالده، في قصر لونغفيل في منطقة شامبانيا. وهناك التقى بمدام دو سان جيرمان، التي ظل يكنّ لها مشاعر افتتان طيلة حياته. أصبحت كلتا المرأتين بمثابة شخصيات بديلة للأم في حياة ساد.
في عام 1754، أُرسل ساد إلى أكاديمية شوفو ليجيه العسكرية. وبعد عشرين شهرًا من التدريب، مُنح رتبة ملازم ثانٍ في الحرس التابع للملك في 14 ديسمبر 1755، وكان عمره 15 عامًا. وسرعان ما ذهب إلى ساحة المعركة مع بداية حرب السنوات السبع. وبعد ثلاثة عشر شهرًا كضابط ملازم ثانٍ، تمت ترقيته إلى رتبة كورنيه في لواء سان أندريه التابع لفوج كاربين كونت بروفانس في 14 يناير 1757، ثم تمت ترقيته مرة أخرى إلى رتبة قائد في سلاح الفرسان البورغندي في 21 أبريل 1759. وعلى الرغم من هذه الترقيات، فإن ساد غالبًا ما رفض التقرّب من رؤسائه، وكان «يزدري تكوين الصداقات مع أقرانه». وكان كثيرًا ما يُغضب والده بمراهناته وطيشه مع النساء.
وبحلول عام 1761، اكتسب ساد سمعة بكونه جنديًا جيدًا، ولكنه مقامر، وسفيه، ومتحرر، وكلها أمور أضرت بفرصه في الترقية. وفي فبراير 1763، أنهت معاهدة باريس حرب السنوات السبع، وتم تسريحه من الجيش. وعاد إلى باريس ليعيش حياة المتعة، بينما كان والده المريض المثقل بالديون يفكر في التقاعد إلى دير لتجنب، على حد تعبيره، «اضطراري لاستقبال ابني، الذي لا أشعر معه بالسعادة».
كان والد ساد يجري مفاوضات مع عائلة مونتروي لتزويج ابنه بابنتهم الكبرى، رينيه بيلاجي. على الرغم من أن عائلة مونتروي كانت من أصول برجوازية ولم تُمنح النبالة إلا في القرن السابع عشر، غير أنهم كانوا أثرياء ويتمتعون بنفوذ كبير في المحكمة وفي الأوساط القانونية. كان الكونت يرى ابنه عبئًا ماليًا وشخصًا سيئ الطبع، وقال عنه: «بالنسبة لي، فإن ما يخطر ببالي هو أنني سأتخلّص من هذا الفتى، الذي لا يملك خصلة واحدة جيدة، بل كل الخصال السيئة».
في هذه الأثناء، كان ساد قد وقع في حب ابنة أحد النبلاء وتُدعى لور دو لوري، لكنه، على نحو مفاجئ، قوبل بالرفض فجأة بعد شهرين من التعارف. استشاط غضبًا وهدد بابتزاز لوري من خلال اتهامها بأنها سبب إصابته بمرض تناسلي أمام الشاب التالي الذي تحاول الارتباط به. وكان ساد قد أعلن من قبل أنه «لن يتزوج إلا عن حب»، فعارض الزواج المدبّر من رينيه-بيلاجي، التي وصفها بأنها «عادية ولا تتمتع بسحر»، ولم يحضر إلى البلاط عندما صادق الملك وأفراد العائلة المالكة على عقد الزواج في الأول من مايو 1763. لكنه في النهاية رضخ، ووقّعت العائلتان العقد في 15 مايو، وتزوجا بعد يومين فقط.
انتقل ساد ورينيه-بيلاجيه إلى غرف وفّرتها عائلتها لهما في فندق مونتروي في باريس. في البداية، أعجب ساد بعروسه الكاثوليكية المتدينة، وكتب إلى عمه قائلًا: «لا أعرف كيف أمدحها بما فيه الكفاية». ولكن بعد عامين، أخبر الأب أن زوجته «باردة جدًا ومتدينة جدًا». وقد أنجبت له ولدين وبنتًا، ولاحقًا أصبحت متواطئة في الجرائم المزعومة التي ارتكبها مع مراهقين.

### الفضائح والسجن (1763-1790)

#### قضية تيستار وما بعدها
بعد أربعة أشهر من زواجه، اتُهم ساد بالتجديف والتحريض على تدنيس المقدسات، وهما جريمتان عقوبتهما الإعدام. كان قد استأجر عقارًا في باريس لاستخدامه في اللقاءات الجنسية. وفي 18 أكتوبر 1763، استأجر ساد عاهرة تُدعى جين تيستار. وقد صرّحت تيستار للشرطة بأن ساد حبسها في غرفة نوم وسألها إن كانت تؤمن بالله، وعندما أجابت بالإيجاب، قال لها إنه لا وجود لله، وبدأ في الصراخ بشتائم بذيئة ضد المسيح والسيدة العذراء. ثم قام ساد بالاستمناء مستخدمًا كأس القربان وصليبًا، وهو يصرخ بشتائم وتجديفات.  طلب منها أن تضربه بعصا وسوط حديدي تم تسخينه بالنار، لكنها رفضت. عندها هدّدها بمسدسات وسيف، وقال لها إنه سيقتلها إن لم تدس على صليب وتلفظ كلمات تجديف بذيئة. وقد اضطرت لتنفيذ طلبه على مضض. قضت الليل مع ساد، حيث قرأ لها شعرًا غير ديني، وطلب منها ممارسة اللواط (وهي جريمة أخرى يعاقب عليها بالإعدام)، لكنها رفضت. في صباح اليوم التالي، أبلغت تيستار السلطات. وفي 29 أكتوبر، وبعد تحقيق أجرته الشرطة، تم اعتقال ساد بأمر مباشر من الملك وسُجن في سجن فانسين. كتب ساد عدة رسائل ندم إلى السلطات عبّر فيها عن ندمه وطلب مقابلة كاهن. وبعد أن توسّل والده للملك لويس الخامس عشر من أجل العفو، أمر الملك بالإفراج عنه في 13 نوفمبر.
بعد إطلاق سراحه، نُفي ساد إلى عقار مونتروي في إشوفور، نورماندي. وفي سبتمبر 1764، ألغى الملك قرار نفيه، فعاد الماركيز إلى باريس واتخذ لنفسه عدة عشيقات. في صيف عام 1765، اصطحب عشيقته آنذاك، الآنسة بوفوازون، إلى قلعته المفضلة في لا كوست، بروفانس، وقدمها على أنها زوجته، مما أثار غضب مدام مونتروي بشدة. في العام التالي، بدأ في ترميم قلعة لا كوست، بما في ذلك بناء مسرح للعروض العامة.
في يناير 1767، توفي والد ساد. وفي ذلك الصيف، ذهب ساد إلى لا كوست حيث أقسم الوجهاء والفلاحون المحليون الولاء لسيدهم الجديد؛ في إحياء لعادة إقطاعية كان والده يتجنبها. وفي 27 أغسطس، وُلد ابنه الأول، لوي-ماري.

## أعمال روائية
قام ماركيز دي ساد بتأليف مجموعة من الأعمال الروائية أثناء فترة سجنه ومنها:
- أيام سدوم المائة والعشرون "Les 120 journées de Sodome" أو مدرسة الفجور "l'école du libertinage". (1785) والتي اعتبرت من أبرز رواياته وأكثرها إثارة للنفور والتي تروي قصة أربعة أشخاص يسجنون 42 ضحية في قلعة ويجرون عليهم طرقا شتى من التعذيب الجنسي.
- ألين وفالكور. (1785)
- تعاسة الفضيلة. (1787)
- يوجني دي فارفال أو جرائم الحب. (1788)
- خطاب مواطن باريسي إلى ملك الفرنسيين (1791)
- المغْوِِ (1792)
- الفلسفة في المخدع (1795)
- جوستين أو نوائب الفضيلة (1799) تبعت ب«قصة جولييت، أختها» (روايتان متلاحقتان)
- جرائم الحب (1801)
- أيام فلورييل أو الطبيعة المعراة

## وصلات خارجية
- ماركيز دي ساد على موقع IMDb (الإنجليزية)
- ماركيز دي ساد على موقع الموسوعة البريطانية (الإنجليزية)
- ماركيز دي ساد على موقع ألو سيني (الفرنسية)
- ماركيز دي ساد على موقع ميوزك برينز (الإنجليزية)
- ماركيز دي ساد على موقع أول موفي (الإنجليزية)
- ماركيز دي ساد على موقع إن إن دي بي (الإنجليزية)
- ماركيز دي ساد على موقع ديسكوغز (الإنجليزية)
- ماركيز دي ساد على موقع قاعدة بيانات الفيلم (الإنجليزية)

ماركيز دي ساد  على قاعدة بيانات الخيال التأملي على الإنترنت
- ماركيز دي ساد على موقع IMDb (الإنجليزية)
- ماركيز دي ساد على موقع الموسوعة البريطانية (الإنجليزية)
- ماركيز دي ساد على موقع ألو سيني (الفرنسية)
- ماركيز دي ساد على موقع ميوزك برينز (الإنجليزية)
- ماركيز دي ساد على موقع أول موفي (الإنجليزية)
- ماركيز دي ساد على موقع إن إن دي بي (الإنجليزية)
- ماركيز دي ساد على موقع ديسكوغز (الإنجليزية)
- ماركيز دي ساد على موقع قاعدة بيانات الفيلم (الإنجليزية)
- Œuvres du Marquis de Sade
- أعمال لماركيز دى ساد في مشروع غوتنبرغ.